# Янтыково
Янтыково  — озеро на севере Тюменского района Тюменской области России. Относится к бассейну Иртыша. Расположено в 25 км к северо-востоку от Тюмени, в левобережье реки Тура.

## Характеристика
Площадь озера — 5,84 км². Высота уреза воды над уровнем моря — 58 метров. Водоём имеет лопастную форму, узкий перешеек в центральной части разделяет акваторию на два плёса: восточный (более крупный) и западный. Длина озера — 4 км, максимальная ширина — 2,5 км в восточной части. Объем воды в озере оценивается в 0,023 км³. Средняя глубина — 4 м, максимальная — 8 м.
Береговая линия слабо изрезана. На дне озера отложения сапропели. Низкие и пологие берега, к которым вплотную подступают болота и лес. Летом доступ к водоёму сильно ограничен из-за сплавин. Зарастает водной растительностью почти на треть, и этот процесс в последнее время усиливается. На востоке протока соединяет Янтыково с озером Вайволыкуль, из которого получает сток. Через систему болот озеро соединяется с рекой Иска, левым притоком Тобола. Деревня Янтык расположилась на южном берегу.
Озеро популярно в качестве водоёма для любительской рыбалки. В нём обитает щука, чебак, карась, окунь, плотва, линь, ёрш.